# Ivo Sanader
Ivo Sanader (voorheen Ivica Sanader) (Split, 8 juni 1953) was premier van Kroatië van 23 december 2003 tot 6 juli 2009.
Na de parlementsverkiezingen in 2003 die door HDZ werden gewonnen droeg de Kroatische president, Stipe Mesić, op 9 december 2003 Ivo Sanader voor als de nieuwe premier. Op 23 december 2003 stemde ook het parlement in met zijn benoeming met 88 van de 152 stemmen. Zijn voorganger als premier was Ivica Račan van SDP.
Sanader was de laatste staatsman die een bezoek bracht aan Paus Johannes Paulus II, in februari, enkele weken voor zijn dood.
Sanader is gepromoveerd in Romaanse talen en vergelijkbare literatuur aan de Leopold-Franzens-Universität Innsbruck in Oostenrijk. Naast zijn moedertaal spreek hij vloeiend Engels, Duits, Frans en Italiaans. Hij is getrouwd met Mrijana Sanader, met wie hij twee kinderen heeft.

## Politieke loopbaan
Sanader keerde begin 1990 uit Oostenrijk terug naar Split. In 1992 werd hij verkozen tot de afgevaardigde van het parlement. Kort daarna werd hij Minister van Wetenschap en Technologie (1992-1993). Van 1993 tot 1995 en 1996 tot 2000 was hij Minister van Buitenlandse Zaken.
In 2000, na de dood van Franjo Tuđman leed HDZ een flinke nederlaag tijdens de parlementsverkiezingen. Tijdens de presidentsverkiezingen verloor eveneens de kandidaat van HDZ, Mate Granić, in de tweede ronde van Stipe Mesić. Hierop stapte Granić uit HDZ en richtte een eigen politieke partij op, Democratisch Centrum, in de hoop zo meer de gematigde HDZ-stemmers aan zich te binden. In april dat jaar hield HDZ zelf verkiezingen die Sanader triomfantelijk won, hij werd gezien als een compromis op de grote nederlaag.
Sanader bekritiseerde het Joegoslavië-tribunaal die uitlevering eiste van Kroatische generaals omdat veel Kroaten zich geprovoceerd voelden. In 2001 nam hij deel aan de massale bijeenkomst dat tegen de uitlevering was van generaal Mirko Norac. Sanader bekritiseerde eveneens Ivica Račan en zijn kabinetsstandpunt jegens het Joegoslavië-tribunaal. Nadien begon hij en de partij geleidelijk afstand te nemen van de protesten om enigszins zijn kritiek op de regering te verzachten.
Sanader concentreerde zich op de hervormingen om van HDZ een modern pro-Europees centrumrechtse partij te maken. De rechtervleugel van de partij Ivić Pašalić was het niet bepaald eens met de koers die Sanader insloeg met HDZ en daagde Sanader uit. De strijd om het leiderschap eindigde in 2002 tijdens de partijcongres, waarbij Sanader gesteund door Vladimir Šeks en Branimir Glavaš de strijd om de tweede mandaat won. Hierop stapte Pašelić over naar Kroatisch Blok, maar wist niet zijn voormalige aanhang aan zich te binden.
Bij de parlementsverkiezingen van 2003 richtte Sanader zich op het verslaan van Ivica Račan en zijn linkse coalitie. HDZ won de verkiezingen weliswaar maar behaalde geen absolute meerderheid, ook niet met zijn nieuwe bondgenoten Kroatisch Democratisch Centrum en Kroatische Sociaal Liberale Partij. Tijdens de formatieonderhandelingen verzekerde Sanader zich van de steun van de etnische minderheden, de linkervleugel van Kroatische Senioren Partij en Onafhankelijke Democratische Servische Partij.
De Eurokritische Sanader ging zich als premier toch inzetten voor het Kroatische lidmaatschap van de Unie. Toen in 2005 de onderhandelingen werden stopgezet wegens zijn weigering om generaal Gotovina uit te leveren aan het tribunaal, werd deze alsnog naar Den Haag gezonden. Een volgende hindernis, het grensconflict met Slovenië, werd Sanader fataal. Een compromis om internationale arbiters de zeegrens te laten vaststellen wilde hij niet voor zijn rekening nemen en op 1 juli 2009 trad hij af als regerings- en partijleider. Hij werd opgevolgd door zijn vice-premier Jadranka Kosor.

## Beschuldiging van corruptie
In augustus 2010 werd de uitkomst bekend van een onderzoek van de Kroatische overheid naar corruptie tijdens het Sanader-bewind. Sanader zelf zou betrokken zijn bij een grootschalige corruptie, waarbij bedragen boven de 2 miljard euro werden genoemd. Op 9 december werd zijn parlementaire onschendbaarheid opgeheven. Sanader ontvluchtte het land en werd nog op dezelfde dag in Oostenrijk aangehouden. Op 13 december bevroren de Kroatische autoriteiten zijn tegoeden en bankrekeningen en deden zij een officieel uitleveringsverzoek. 
Op 20 november 2012 werd Sanader veroordeeld tot tien jaar cel wegens corruptie. De rechtbank in Zagreb vond dat er voldoende bewijs was voor het feit dat hij voor 10 miljoen euro aan steekpenningen kreeg van de Hongaarse energiereus MOL en van een Oostenrijkse bank. De straf werd later bijgesteld tot 8.5 jaar. In 2015 vernietigde het Kroatische hooggerechtshof het vonnis wegens procedurele fouten en Sanader kwam op vrije voeten. Hem wacht waarschijnlijk wel een nieuwe rechtszaak.
- Bibliothèque nationale de France: cb12537727k (data)
- Gemeinsame Normdatei: 121954935
- International Standard Name Identifier: 0000 0000 8149 6087
- Library of Congress Control Number: n94032581
- Bibliotheek van het Japanse parlement: 00529437
- Nationale Bibliotheek van Israël: 987007357150505171
- Nationale Bibliotheek van Polen: a0000001274812
- Nederlandse Thesaurus van Auteursnamen: 207190682
- Istituto Centrale per il Catalogo Unico: CFIV148207
- Système universitaire de documentation: 034642986
- Virtual International Authority File: 69340519